# Simomactra dolabriformis
Simomactra dolabriformis is een tweekleppigensoort uit de familie van de Mactridae. De wetenschappelijke naam van de soort is voor het eerst geldig gepubliceerd in 1867 door Conrad.